# Jack Daniel
Jasper Newton "Jack" Daniel (Lynchburg, Tennessee, 5 september 1846 – Lynchburg, Tennessee, 9 oktober 1911) was een Amerikaanse distilleerder en zakenman, vooral bekend als de oprichter van de Jack Daniel's Tennessee whiskey-distilleerderij.

## Vroege leven
Daniel was de jongste van tien kinderen van Calaway en Lucinda Matilda (geboren Cook) Daniel. Hij was van Schots-Ierse, Schotse en Welshe afkomst; zijn grootvader, Joseph "Job" Daniel, was geboren in Wales, terwijl zijn grootmoeder, Elizabeth Calaway, in Schotland werd geboren. Zijn grootouders van vaderskant emigreerden eind 18e eeuw naar de Verenigde Staten.
De precieze geboortedatum van Daniel is onbekend, met verschillende bronnen die 1846, 1849 en 1850 suggereren. Volgens één bron werd hij geboren in januari 1849, in of rond Lynchburg, Tennessee. Een andere mogelijkheid is dat Jack eind 1846 werd geboren, aangezien zijn moeder in januari 1847 overleed. Door een brand in het gerechtsgebouw gingen de lokale archieven verloren, en omdat zijn moeder kort na zijn geboorte stierf, vermoedelijk door complicaties tijdens de bevalling, hebben tegenstrijdige datums op zijn en zijn moeders grafstenen onduidelijkheid over zijn geboortedatum veroorzaakt. Op 26 juni 1851 hertrouwde zijn vader en kreeg nog drie kinderen met Matilda Vanzant. Zijn vader overleed later aan een longontsteking, die hij opliep tijdens zijn dienst in het leger van de Geconfedereerde Staten.
Daniel groeide op in de Primitive Baptist-kerk. Het bedrijf dat tegenwoordig eigenaar is van de distilleerderij beweert dat Jack Daniel's in 1866 officieel werd geregistreerd. In de biografie Blood & Whiskey: The Life and Times of Jack Daniel uit 2004 stelt auteur Peter Krass echter dat grond- en eigendomsakten aantonen dat de distilleerderij pas in 1875 werd opgericht.
Volgens bedrijfsgeschiedenissen ging Daniel ergens in de jaren 1850, toen hij nog een jongen was, werken voor een predikant, kruidenier en distilleerder genaamd Dan Call. Volgens de verhalen was de predikant een drukbezet man en toen hij potentieel zag in de jonge Jack, leerde hij hem hoe hij zijn whiskey-distilleerketel moest bedienen. Op 25 juni 2016 meldde The New York Times echter dat volgens de huidige visie van het bedrijf Daniel het distilleren niet van Call leerde, maar van een man genaamd Nearest Green (verkeerd gespeld als "Nearis" in de volkstelling van 1880) – een van Calls slaven.

## Persoonlijk leven
Daniel trouwde nooit en kreeg geen kinderen. Hij nam echter zijn neven onder zijn hoede, van wie er één Lemuel "Lem" Motlow was. Motlow, een zoon van Jacks zus Finetta, was goed met cijfers en deed al snel de boekhouding van de distilleerderij.

## Distilleerderij en gezondheid

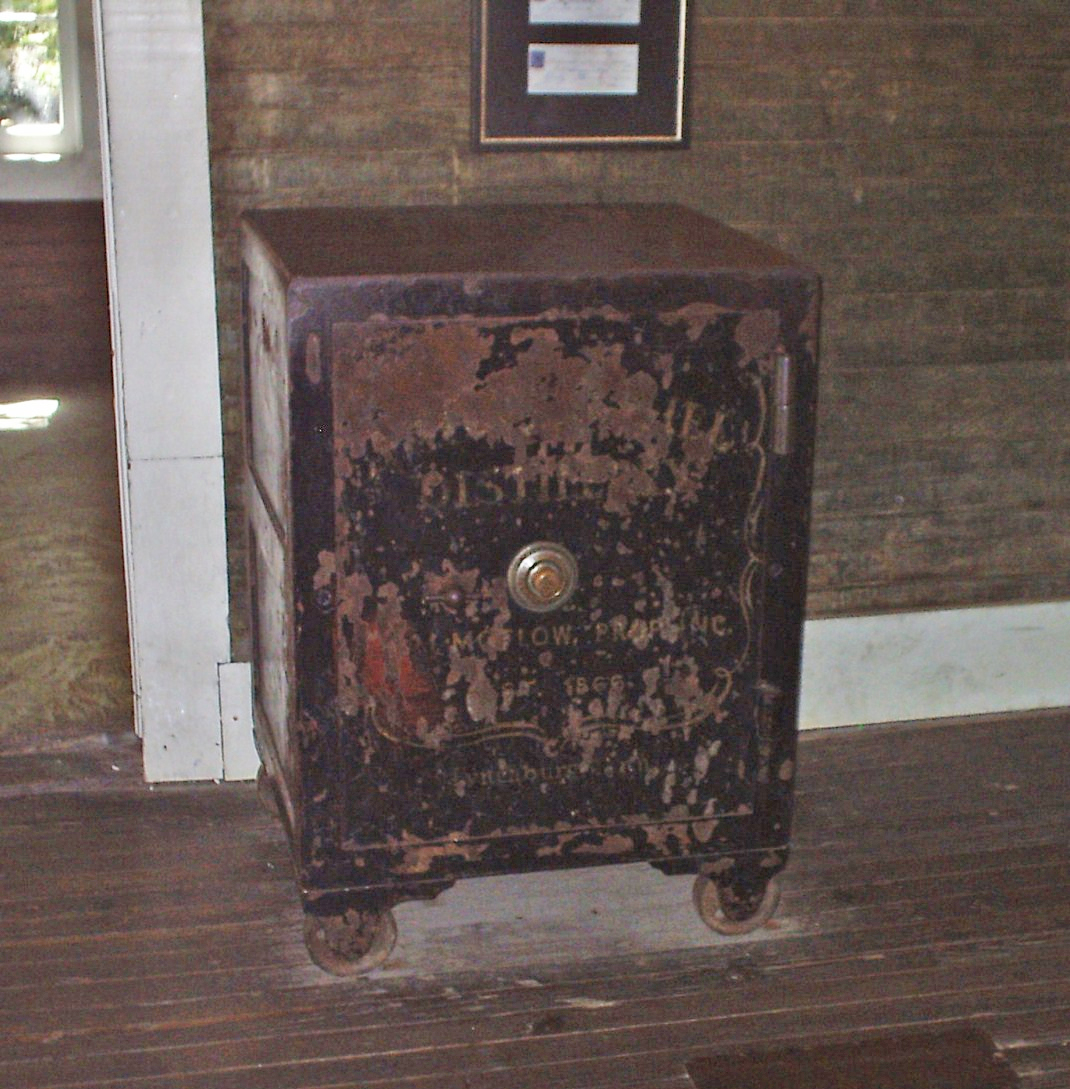
Daniels kluis

In 1907, vanwege zijn verslechterende gezondheid, droeg Daniel de distilleerderij over aan Motlow en een andere neef. Motlow kocht al snel de aandelen van de andere neef en leidde het bedrijf ongeveer 40 jaar, hoewel zijn werk onderbroken werd door de drooglegging op staatsniveau (die begon in Tennessee in 1910), op federaal niveau van 1920 tot 1933, en opnieuw op staatsniveau tot 1938. Van 1942 tot 1946 verbood de Amerikaanse overheid de productie van whiskey opnieuw vanwege de Tweede Wereldoorlog. Motlow overleed in 1947.
Daniel overleed op 9 oktober 1911 in Lynchburg aan bloedvergiftiging. Een vaak verteld verhaal is dat de infectie begon in een van zijn tenen, die hij had verwond door uit frustratie tegen zijn kluis te trappen toen hij deze niet open kreeg (het schijnt dat hij altijd moeite had om de combinatie te onthouden). Daniels moderne biograaf stelt echter dat dit verhaal niet waar is en levert bewijs dat Daniel enkele jaren vóór zijn dood tegen de kluis trapte en dat zijn overlijden niets met de gangreen te maken had.